# St. Kitts-Nevis-Anguilla Amateur Radio Society
Die St. Kitts-Nevis-Anguilla Amateur Radio Society (SKNAARS), deutsch „St. Kitts-Nevis-Anguilla Amateurfunkverband“, ist die nationale Vereinigung der Funkamateure auf St. Kitts und Nevis.

## Geschichte
Gegründet am 12. April 1973 um 00:45 Uhr GMT am QTH (Wohnort) von Sid May, VP2KH, folgte das Antragsschreiben zur offiziellen Registrierung am 21. August 1973. Diese wurde vom Amtsgericht in Basseterre, der Hauptstadt der Inselföderation, am 14. September 1973 erteilt. Die SKNAARS ist eine gemeinnützige Organisation und unterstützt durch ihre besonderen funktechnischen Fähigkeiten bei Katastrophen und in Notfällen.
Seit dem 11. Mai 1976 verfügt sie mit dem Rufzeichen VP2KR über eine Klubstation an der Horsford Road, unweit des Hafens und in unmittelbarer Nähe zum Hauptsitz des nationalen Roten Kreuzes.
Die SKNAARS ist Mitglied in der International Amateur Radio Union (IARU Region 2), der internationalen Vereinigung von Amateurfunkverbänden, und vertritt dort die Interessen der Funkamateure des Landes.